# Phobetes meridionellator
Phobetes meridionellator är en stekelart som först beskrevs av Aubert 1966.  Phobetes meridionellator ingår i släktet Phobetes och familjen brokparasitsteklar. Inga underarter finns listade i Catalogue of Life.